# José Gómez
José Gómez, född den 28 oktober 1959, är en kubansk boxare som tog OS-guld i mellanviktsboxning 1980 i Moskva. I finalen besegrade han Viktor Savchenko från Sovjetunionen med 4-1.